# Kanton Saint-Quentin-Sud
Saint-Quentin-Sud is een voormalig kanton van het Franse departement Aisne. Het kanton maakte deel uit van het arrondissement Saint-Quentin. Het werd opgeheven bij decreet van 21 februari 2014, met uitwerking in maart 2015.

## Gemeenten
Het kanton Saint-Quentin-Sud omvatte de volgende gemeenten:
- Gauchy
- Harly
- Homblières
- Mesnil-Saint-Laurent
- Neuville-Saint-Amand
- Saint-Quentin (deels, hoofdplaats)